# Steven Vanackere
Steven Vanackere (né à Wevelgem, le 4 février 1964) est un homme politique belge membre du Christen-Democratisch en Vlaams (CD&V). Il est Vice-Premier ministre et ministre fédéral sans discontinuer de 2008 à 2013, successivement de la Fonction publique, des Entreprises publiques et des Réformes institutionnelles dans le gouvernement Van Rompuy de 2008 à 2009, des Affaires étrangères et des Réformes institutionnelles dans le gouvernement Leterme II de 2009 à 2011 et des Finances et du Développement durable, chargé de la Fonction publique dans le gouvernement Di Rupo de 2011 à 2013. À partir de 2019, il devint directeur (en 2021, vice-gouverneur) de la Banque Nationale de Belgique.

## Études
Steven Vanackere suit les options Latin-Mathématiques lors de ses humanités au Sint-Albertuscollege de Haasrode, tenu par les Pères Carmes. Licencié en droit de la K.U.Leuven en 1987, il poursuit ses études l’année suivante pour obtenir une licence en sciences économiques dans cette même université, après avoir obtenu un diplôme en sciences politiques en 1985. Au cours de l’année académique 1986-1987, il est président du cercle des étudiants en droit, le Vlaams Rechtsgenootschap Leuven (VRG). Il reprend plus tard les études et décroche les diplômes de bachelier en philosophie (2015) et de licencié en histoire (2019).

## Début de carrière
Il commença sa carrière en 1987 à la Kredietbank (actuellement KBC). En 1988 déjà, il travaille pour le CEPESS, le centre d’études de l’ancien CVP-PSC. Il y est conseiller du président du CVP, Herman Van Rompuy. À partir de 1991, il prend la fonction de chef de cabinet adjoint du ministre bruxellois Jos Chabert, avant d’être son chef de cabinet de 1995 à 1999. Il occupe la fonction de directeur général du Port de Bruxelles de 1993 à 2000. De 2000 à 2005, il est directeur général adjoint de la STIB, la société bruxelloise des transports publics.

## Carrière politique
Élu député au Parlement flamand le 13 juin 2004 dans la circonscription Bruxelles-Halle-Vilvorde, son mandat prend fin le 28 juin 2007, lorsqu'il devient ministre du Bien-être, de la Santé publique et de la Famille de la Région flamande dans le premier gouvernement du Ministre-président du gouvernement flamand Kris Peeters. À la fin de l'année suivante, le 30 décembre 2008, il est appelé par Herman Van Rompuy au gouvernement fédéral, en tant que Vice-Premier ministre et ministre de la Fonction publique, des Entreprises publiques et des Réformes institutionnelles.
Le 25 novembre 2009, le ministre des Affaires étrangères, Yves Leterme, remplace Van Rompuy et forme un nouveau cabinet fédéral, dans lequel Steven Vanackere reste Vice-Premier ministre tout en étant nommé ministre des Affaires étrangères et des Réformes institutionnelles.
Élu au conseil communal de Bruxelles le 10 octobre 2006, il est échevin de la capitale fédérale chargé de l'Économie, du Commerce, du Port, de la Centrale d'achats et des Affaires flamandes. Il est empêché depuis le début de ses fonctions gouvernementales. Il en va de même à la suite de son élection au Parlement bruxellois, le 7 juin 2009 et au Parlement fédéral belge le 13 juin 2010.
Le 6 décembre 2011, dans le nouveau gouvernement fédéral formé par le socialiste wallon Elio di Rupo, il devient ministre des Finances et du Développement durable, chargé de la Fonction publique.
Le 5 mars 2013, il donne sa démission à la suite du scandale financier lié à la banque Belfius.
Candidat aux européennes de 2014, il n'est pas élu. Son parti le propose alors comme sénateur coopté.

## Banque nationale de Belgique
En 2019 Vanackere quitte la politique active en étant nommé directeur à la Banque Nationale de Belgique. En mars 2019 le gouvernement De Croo le nomme vice-gouverneur.

## Travaux de rédaction sur les questions générationnelles
Il est membre du conseil politique du CD&V et rédige, avec Herman Van Rompuy et Greta D'hondt, qui sont parlementaires à l’époque, ainsi que le député flamand Koen Van den Heuvel, l’alternative socio-économique du CD&V en réponse au Pacte de solidarité entre les générations du gouvernement fédéral Verhofstadt II. En 2005, il participe à l’écriture, avec Cathy Berx, alors tous deux parlementaires flamands, du livre « Vergrijzing en verkleuring » d’Yves Leterme, ministre-président flamand, publié en 2005 par les éditions Davidsfonds. Il a coécrit la partie de l’ouvrage portant sur le vieillissement de la population.

## Vie privée et familiale
Steven Vanackere habite à Neder-Over-Heembeek (Bruxelles). Il est le fils de Leo Vanackere, qui est brièvement gouverneur de Flandre occidentale en 1979, après avoir mené une carrière politique en tant que secrétaire-général de l'aile flamande du CVP-PSC et sénateur. Ce dernier a participé d'une certain façon, en couvrant les auteurs, au transfert par le VMO de la dépouille de Staf De Clercq, leader du VNV, au cimetière d'Asse.  
Son grand-père, Remi Wallays, est également sénateur et ancien bourgmestre de Wevelgem.